# Singapore Flyer
Singapore Flyer là một bánh xe Ferris lớn tọa lạc ở Singapore, được xây trong giai đoạn năm 2005–2008. Được mô tả bởi đơn vị vận hành là một bánh xe quan sát, nó cao 42 tàng với tổng chiều cao 165 m (541 ft), là bánh xe Ferris cao nhất thế giới, 5 m (16 ft) hơn Star of Nanchang và 30 m (98 ft) cao hơn Mắt Luân Đôn.
Tọa lạc ở mũi đông nam của đất lấn biển trung tâm Marina, nó bao gồm một bánh xe có đường kính 150 m (492 ft) được xây trên một toàn nhà 3 tầng, trong các tòa nhà có các cửa hiệu, quán ba, nhà hàng và cung cấp nơi quan sát với tầm nhìn xa lên đến 45 km (28 mi), nhìn thấy cả các hòn đảo Indonesia Batam và Bintan, cũng như Johor, Malaysia.
Ca bin hình trụ cuối cùng đã được lắp đặt ngày 2 tháng 10 năm 2007, bánh xe bắt đầu quay vào ngày 11 tháng 2 năm 2008 và chính thức mở cửa cho công chúng ngày 1 tháng 3 năm 2008. Vé ba đêm đầu bán giá 8888 đô la Singapore (6271 USD), một con số phát tài trong văn hóa Trung Hoa. The grand opening for the Flyer was held on 15 April 2008.
Mỗi ca bin trong số 28 ca bin có máy lạnh có thể chứa 28 khách và hoàn thành một vòng quay trong 37 phút. Ban đầu xoay theo hướng ngược kim đồng hồ khi nhìn từ trung tâm Marina, chiều quay đã được đổi vào ngày 4 tháng 4 năm 2008 theo lời khuyên của các thầy phong thủy.